# Île Middleton
Pour les articles homonymes, voir Middleton.
L'Île Middleton est une île inhabitée du golfe d'Alaska, située à environ 130 km au sud-sud-ouest de Cordova, dans la région de recensement de Valdez-Cordova, aux États-Unis.

## Description
L'île est connue pour être une zone d'étape pour de nombreuses espèces d'oiseaux migrateurs ; jusqu'à 130 espèces y ont été observées, même si seulement une vingtaine d'espèces d'oiseaux, dont les macareux rhinocéros, les cormorans pélagiques, les mouettes tridactyles et les guillemots de Troïl et de Brünnich, se reproduisent régulièrement dans l'île.
Dans les années 1950, des lièvres européens ont été introduits dans l'île.

## Histoire
De 1958 à 1963, l'île a brièvement accueilli une base (en) de l'United States Air Force.  À la suite du tremblement de terre de 1964 en Alaska, l'île a augmenté de plus de 3 mètres.